# Poliosia normalis
Poliosia normalis är en fjärilsart som beskrevs av George Francis Hampson 1896. Poliosia normalis ingår i släktet Poliosia och familjen björnspinnare. Inga underarter finns listade i Catalogue of Life.